# Sord IS-11c
Sord IS-11c (IS-11c) је био преносиви рачунар, производ фирме Sord који је почео да се израђује у Јапану током 1985. године.
Користио је Zilog Z80A CMOS као централни микропроцесор а RAM меморија рачунара IS-11c је имала капацитет од 80kb (највише 144kb). 

## Детаљни подаци
Детаљнији подаци о рачунару IS-11c су дати у табели испод.
|                       | |
| [ 1 ]                 | |
| Произвођач            | |
| Тип                   | преносиви рачунар                                                                                      |
| Меморија              | 80kb (највише 144kb)                                                                                   |
| Поријекло             | Јапан                                                                                                  |
| Година                | 1985                                                                                                   |
| Тастатура             | тастатура са пуним помаком тастера, QWERTY/AZERTY, 72 тастера, 4 тастера смјера, 6 функцијских тастера |
| Процесор              | |
| Фреквенција процесора | 3,4 |
| RAM                   | 80kb (највише 144kb)                                                                                   |
| ROM                   | 72kb (највише 128kb преко ROM кертриџа)                                                                |
| Текст                 | 80 x 25                                                                                                |
| Графика               | 640 x 200                                                                                              |
| Боја                  | не, монохром показивач са текућим кристалом (зеленкаст)                                                |
| Звук                  | мали звучник ?                                                                                         |
| Димензије             | 300 x 215 x 85 / 3 Kg                                                                                  |
| Портови               | |
| Оперативни систем     | |